# Le Cours
Le Cours (Ar C'hour trong tiếng Bretagne) là một xã ở tỉnh Morbihan trong vùng Bretagne tây bắc Pháp. Xã này có diện tích 15,63 km², dân số năm 1999 là 401 người. Khu vực này có độ cao từ 27-106 mét trên mực nước biển.
Sông Arz tạo thành ranh giới phía nam.
Cư dân của Le Cours danh xưng trong tiếng Pháp là Coursiens.